# レッド・ホット&ライヴ!
『レッド・ホット&ライヴ!』（Red Hot & Live!）は、アメリカ合衆国のミュージシャン、ブライアン・セッツァーが2007年にブライアン・セッツァー・アンド・ザ・ナッシュヴィリアンズ名義で発表したライブ・アルバム。2006年10月に行われた日本ツアーのライブ録音が収録されている。
収録曲のうち6曲は、アルバム『ロカビリー・ライオットVol.1:ア・トリビュート・トゥ・サン・レコーズ』（2005年）に収録されたカバー曲の再演。「ジス・キャッツ・オン・ア・ホット・ティン・ルーフ」はブライアン・セッツァー・オーケストラ名義のアルバム『ダーティー・ブギ』（1998年）からの曲を小編成バンドで再演したもので、「涙のラナウェイ・ボーイ」「気取りやキャット」「悩殺ストッキング」「ロック・タウンは恋の街」「ジーン・アンド・エディ」はストレイ・キャッツ時代の楽曲。マーク・デミングはオールミュージックにおいて5点満点中3.5点を付け「このセットにおけるセッツァーのバンド、ザ・ナッシュヴィリアンズは、ストレイ・キャッツをよりラウド、タイト、そして豊かにした変種のように響いている」と評している。
2007年9月21日にビクターエンタテインメントから発売された日本盤CDには、2007年1月に行われた布袋寅泰との共演ライブにおける「バック・ストリーツ・オブ・トーキョー」がボーナス・トラックとして追加された。

## 収録曲
特記なき楽曲はブライアン・セッツァー作。17.は日本盤ボーナス・トラック。
1. レッド・ホット - "Red Hot" (William R. Emerson) - 2:47
2. ジス・キャッツ・オン・ア・ホット・ティン・ルーフ - "This Cat's on a Hot Tin Roof" - 2:55
3. ゲット・イット・オフ・ユア・マインド - "Get It Off Your Mind" (Kenny Parchman) - 3:00
4. スロウ・ダウン - "Slow Down" (Jack Earls) - 3:21
5. プット・ユア・キャット・クロージズ・オン - "Put Your Cat Clothes On" (Carl Perkins) - 3:19
6. テイク・ア・チャンス・オン・ラヴ - "Take a Chance on Love" - 3:59
7. ブロークン・ダウン・ピース・オブ・ジャンク - "Broken Down Piece of Junk" - 2:47
8. ペラクサイド・ブロンド・イン・ア・ホップド・アップ・モデル・フォード - "Peroxide Blonde in a Hopped Up Model Ford" (Morris Eugene Simmons, Brian Setzer) - 3:16
9. テネシー・ジップ - "Tennessee Zip" (K. Parchman) - 2:42
10. ミニ・バー・ブルース - "Mini Bar Blues" - 2:34
11. 涙のラナウェイ・ボーイ - "Runaway Boys" (B. Setzer, Slim Jim Phantom) - 4:15
12. 気取りやキャット - "Stray Cat Strut" - 4:59
13. ロケット・カテドラルズ - "Rocket Cathedrals" (Robert Bryan) - 2:38
14. 悩殺ストッキング - "Fishnet Stockings" - 5:14
15. ロック・タウンは恋の街 - "Rock This Town" - 6:02
16. ジーン・アンド・エディ - "Gene & Eddie" (B. Setzer, S.J. Phantom, Lee Rocker) - 5:12
17. バック・ストリーツ・オブ・トーキョー - "Back Streets of Tokyo" - 5:05

## 参加ミュージシャン
- ブライアン・セッツァー - ボーカル、ギター
- ロビー・シェヴリエ - ピアノ、ギター
- ロニー・クラッチャー - ベース
- バーニー・ドレセル - ドラムス